# 花环面包
花环面包（德語：Hefekranz / Hefezopf，字面意思为“酵母花环/酵母辫子”）是一种原产瑞士、德国南部、奥地利和意大利南蒂罗尔的面包。
面包的面团是由糖、面粉、黄油、鸡蛋 和 酵母制成的 (有时添加葡萄干或 杏仁)。
瑞典的一种被称为vetekrans 或 vetelängd （字面意思是"小麦花环"或"小麦片"）的面包与其类似。